# Ardisia bractescens
Ardisia bractescens är en viveväxtart som beskrevs av Ridley. Ardisia bractescens ingår i släktet Ardisia och familjen viveväxter. Inga underarter finns listade i Catalogue of Life.